# Arroyito

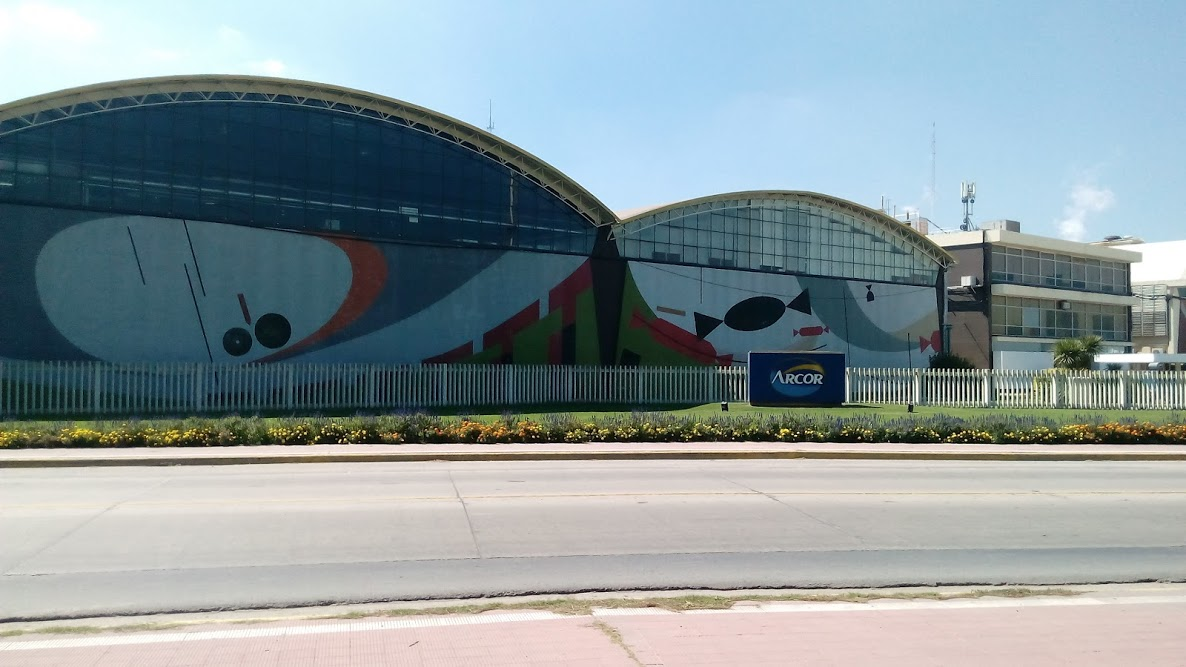
Fachada complexo ARCOR em Arroyito na ruta nacional 19

Arroyito é um município da província de Córdoba, na Argentina.